# 胡安·馬利亞·波爾達貝里
胡安·馬利亞·波爾達貝里（西班牙語：Juan María Bordaberry，1928年6月17日—2011年7月17日），出生於烏拉圭蒙得维的亚，是一位烏拉圭政治人物、獨裁者，1972年至1976年擔任烏拉圭總統。